# Messerschmitt Me 209
El Messerschmitt Me 209 A1 fue un avión alemán monomotor a pistón y monoplaza de alta velocidad diseñado por Willy Messerschmitt para la Luftwaffe con fines de propaganda de la Alemania nazi en el periodo previo a la Segunda Guerra Mundial. Este avión en fase experimental alcanzó un récord de velocidad de 756 km/h para un motor de pistón no siendo superado hasta 1969. Aunque comúnmente asociado y confundido con el avión de combate Me 209 diseñado en 1943, no tiene otra asociación que no sea el nombre. Hasta el día de hoy, solo el fuselaje del Me 209 V1 ha sobrevivido y actualmente se exhibe en el Museo Polaco de Aviación en Cracovia, Polonia.

## Historia

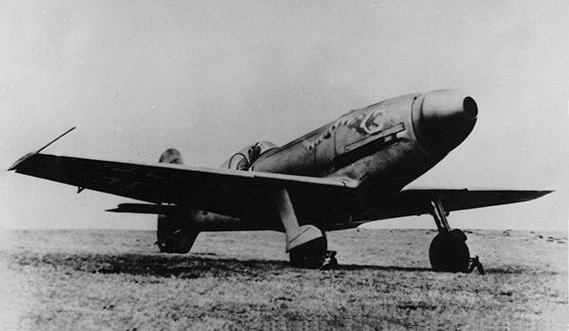
Messerschmitt Me 209 V4 (D-IRND, más adelante CE + BW) con marcas militares falsas que se habían aplicado con fines propagandísticos.

El Me 209 A1 fue desarrollado en 1937 por Willy Messerschmitt, en principio como un monoplano monomotor concebido para establecer un nuevo récord mundial absoluto de velocidad. Estaba diseñado en torno al motor especial Daimler-Benz DB 601ARJ estabilizado a 1.800 cv en despegue pero capaz de desarrollar los 2.300 cv durante cortos periodos.
El Me 209 V1 fue diseñado con la cabina desplazada hacia atrás debido a que el sistema de refrigeración por líquido ocupaba una gran sección acoplada al motor y que involucraba la unión de las alas, fue dotado con tren retráctil y una configuración pensada exclusivamente en alcanzar altas velocidades como efectivamente lo fue.
El 26 de abril de 1939 el Me 209 V1 con la matrícula civil D-INJR y sin pintar para reducir el peso, resultó difícil de maniobrar en tierra, pero en el aire alcanzó la sorprendente velocidad para un motor de pistones de 755,136 km/hora siendo pilotado por el afamado piloto de pruebas, Flugkapitan Fritz Wendel, quien expresó que el pilotar el Me 209 fue la peor experiencia y la más peligrosa que haya tenido en su vida. De todos modos, la marca de velocidad establecida por Wendel no fue superada hasta 30 años después, en 1969 por un Grumman F8F Bearcat altamente modificado pilotado por el piloto estadounidense Darryl G. Greenamyer.
En 1939, el logro del récord de velocidad de Me-209 fue utilizado para una campaña de propaganda de desinformación en la que el avión recibió la designación ficticia de Me 109R. Esta desinformación, naturalmente, fue diseñada para darle un aura de invencibilidad al Bf 109, un aura que no se disipó hasta la conclusión de la Batalla de Inglaterra .
Los dos primeros prototipos V1 y V2 fueron entonces almacenados en un museo de Berlín por orden del ministro de Propaganda Joseph Goebbels y fichado como un avión experimental y no fue designado para la producción como un avión caza.
Durante la Batalla de Inglaterra, se pensó en reflotar la idea de transformar el Me 209 en un avión de combate para contrarrestar al Supermarine Spitfire el cual había superado al Messerschmitt Bf 109E en velocidad. Se realizaron entonces dos prototipos Me 209A (V5 y V6) armados con ametralladoras MG 131 y 151 de 13 y 20 mm respectivamente, se aumentó la envergadura alar a 10,95 m y se mejoró la configuración de cola en cruz para darle más estabilidad al momento de aterrizar; se alargó el fuselaje a 9,7 m pero con estas modificaciones resultó más lento al alcanzar sólo 725 km/h, descartándose de forma definitiva. Los prototipos fueron almacenados y al menos parte de uno sobrevivió al conflicto y se conserva en el Museo Polaco de Aviación en Cracovia, Polonia.

## Especificaciones
- Tripulación: 1

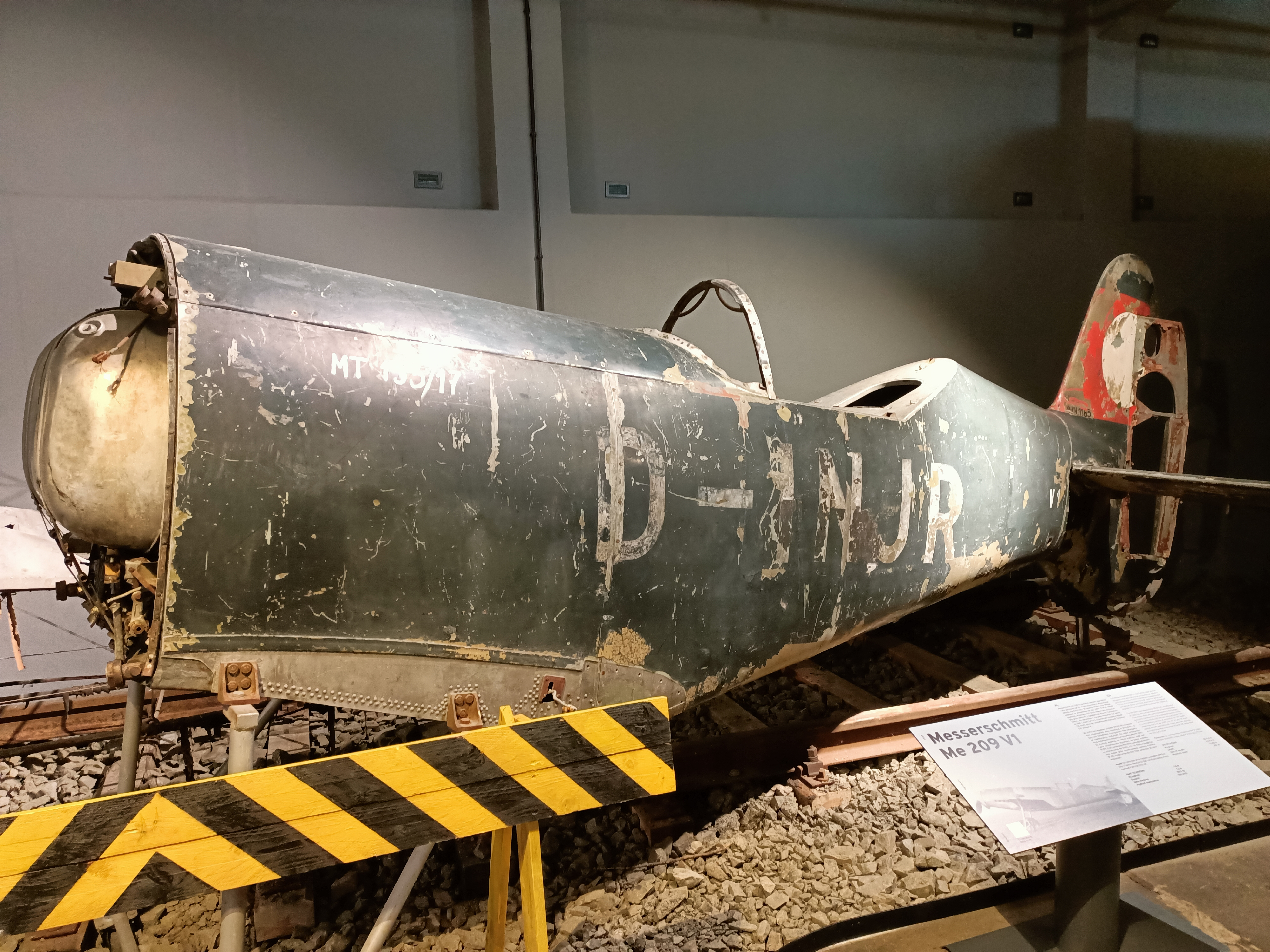
Messerschmitt Me 209 en el Museo Polaco de Aviación en Cracovia

- Longitud: 7,24 m (original); modificado: 9,7 m.
- Envergadura: 7,8 m (original); 10,95 m (modificado para combate).
- Velocidad: 756 km por hora
- Potencia motriz: 1.870 HP (original).
- Techo de vuelo: 11.000 m
- Armamento: prototipo V5 armado con dos ametralladoras MG 131 de 13 mm; prototipo V6 armado con ametralladoras MG 151 de 20 mm.
- Alcance: 800 km